# Teoria degli insiemi ML
ML è una teoria assiomatica degli insiemi formulata da Quine negli anni quaranta: il filosofo allude all'edizione di Mathematical Logic del 1947.
Si deve a Wang Hao il risultato che se ML è consistente, allora lo è anche NF.
Secondo Quine, ZFC starebbe a NBG, come ML a NF.
Oggi però l'attenzione è rivolta soprattutto a NF, per la sua eleganza (solo due assiomi)